# Iberodon
Iberodon ('Iberische tand') is een geslacht van kleine, uitgestorven zoogdieren uit het Vroeg-Krijt van Portugal. Het was een lid van de orde Multituberculata en leidde zijn verborgen en herbivore bestaan in een fauna waarvan de grote dieren uit dinosauriërs bestonden. Het behoort de onderorde Plagiaulacida en de familie Pinheirodontidae.
Het geslacht Iberodon werd in 1999 benoemd door Gerhard Hahn en Renate Hahn. Het omvat een enkele soort. Deze typesoort is Iberodon quadrituberculatus. De geslachtsnaam combineert een verwijzing naar Iberia met een Grieks odoon, 'tand'. De soortaanduiding betekent 'met vier knobbels' in het Latijn en verwijst naar de toestand van de kiezen.
Het holotype is PP MULT 143, een derde linkerkies. Twee dozijn tanden, gevonden in lagen van het Berriasien (Vroeg-Krijt) van Portugal, zijn  aangewezen als paratypen.
De derde permanente snijtand is lang en slank. Op de permanente vijfde premolaar en op de bovenste en onderste kiezen is het aantal knobbels gereduceerd. Bij de premolaren van het melkgebit zijn de knobbels aan de lipzijde vervangen door putjes, in 1999 een uniek kenmerk. De BB-knobbels op de permanente vijfde premolaren zijn verkort. De L4-knobbel op de permanente kies is vergroot, de middelste groeve aan de achterzijde sluitend.